# 安達盧西亞㹴

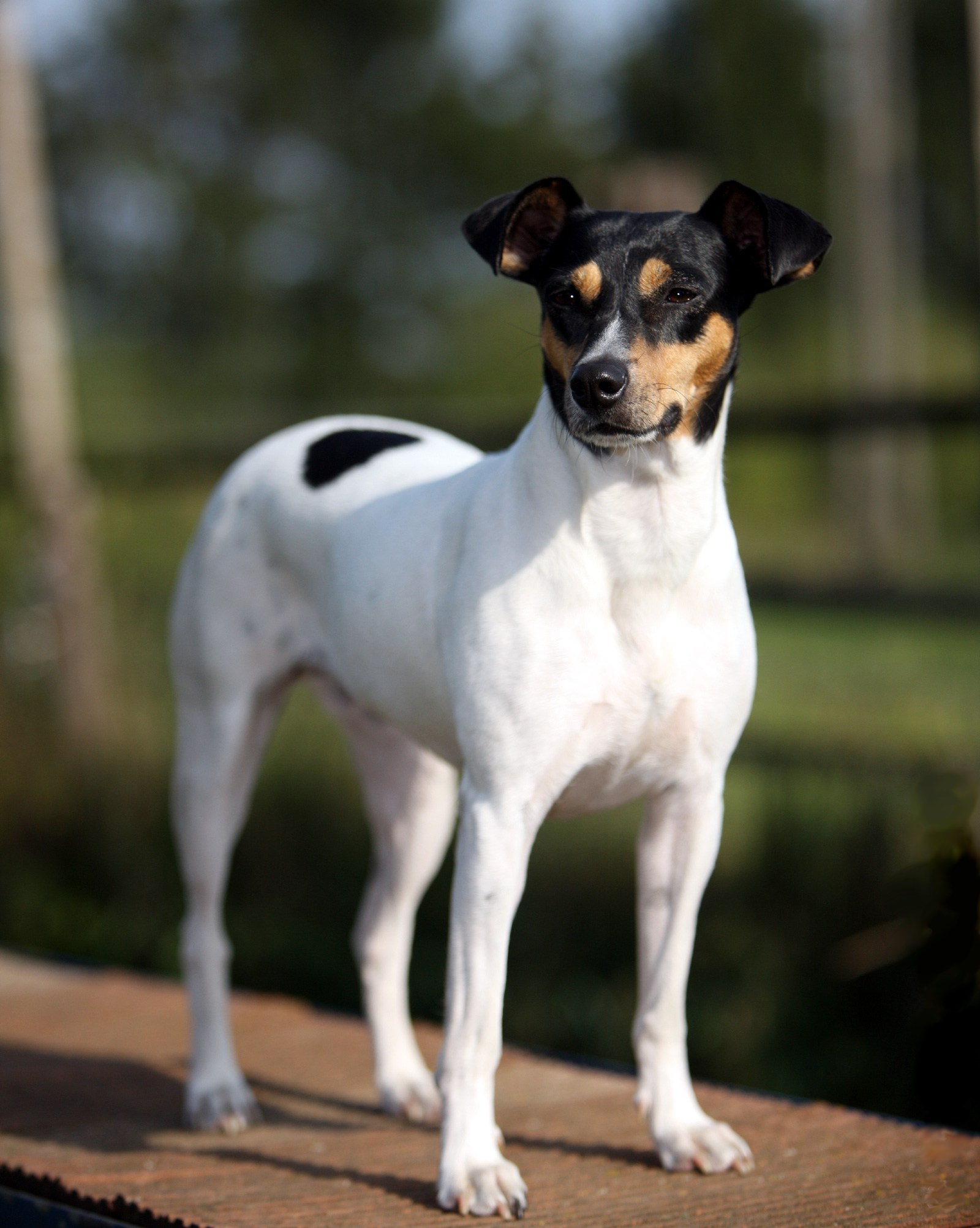

安達盧西亞㹴（Andalusian Terrier），又名雪莉㹴（Sherry Terrier），是源自於西班牙南部區域安達盧西亞的一種用以捕鼠的㹴犬。牠在2000年獲西班牙農業部和西班牙養犬俱樂部 (Real Sociedad Canina de España) 認定為西班牙本土的品種。